# Kintampo
Kintampo es una ciudad de la región Brong-Ahafo de Ghana. En septiembre de 2010 tenía una población censada de 42 957 habitantes.
Se encuentra ubicada en el centro del país, al sur del río Volta Negro, al oeste del lago Volta y al norte de la región de Ashanti. 